# Райли, Сэм
Сэ́мюэл Пи́тер В. Ра́йли (англ. Samuel Peter W. Riley; род. 8 января 1980, Menston, Англия, Великобритания) — британский актёр и певец, известен по роли Иэна Кёртиса в фильме «Контроль», вокалиста музыкальной группы Joy Division, исполнявшего пост-панк в 1970-х годах. Эта роль принесла ему премию British Independent Film Awards в категории «Самый многообещающий дебют», а также множество номинаций на соискание других престижных кинонаград.

## Биография
Райли родился в Лидсе, учился в школе Uppingham School в Ратленде с 1993 по 1998 годы. Несколько лет он был солистом группы «10,000 Things» из Лидса, с которой достиг небольшого успеха.
В сентябре 2007 года Райли прошёл пробы на роль в фильме Джеральда Макмарроу «Франклин». В киноленте «Тринадцать», авторемейке одноимённого французского триллера, он играет главную роль — персонажа по имени Винс. Также снимался в фильме «Брайтонский леденец», где вместе с ним задействованы Хелен Миррен и Андреа Райсборо.
В 2008 году принял участие в рекламной кампании английского дома высокой моды Burberry, став «лицом» знаменитого бренда.
На съемках фильма «Контроль» Райли познакомился с Александрой-Марией Лара. В 2009 году они поженились, в январе 2014 года у них родился сын Бен.

## Фильмография
| Год  |   | Русское название                 | Оригинальное название           | Роль         |
| ---- | - | -------------------------------- | ------------------------------- | ------------ |
| 2007 | ф | Контроль                         | Control                         | Йен Кёртис   |
| 2008 | ф | Франклин                         | Franklyn                        | Майло        |
| 2010 | ф | Тринадцать                       | 13                              | Винс         |
| 2010 | ф | Брайтонский леденец              | Brighton Rock                   | Пинки        |
| 2011 | ф | На дороге                        | On the Road                     | Сэл Пэрадайз |
| 2012 | ф | Византия                         | Byzantium                       | Дарвелл      |
| 2014 | ф | Малефисента                      | Maleficent                      | Диаваль      |
| 2014 | ф | Тёмная долина                    | Das finstere Tal                | Грейдер      |
| 2015 | ф | Французская сюита                | Suite Française                 | Бенуа        |
| 2016 | ф | Гордость и предубеждение и зомби | Pride and Prejudice and Zombies | Мистер Дарси |
| 2016 | ф | Перестрелка                      | Free Fire                       | Стево        |
| 2017 | ф | Британские СС                    | SS-GB                           | Дуглас Арчер |
| 2018 | ф | Иногда. Всегда. Никогда          | Sometimes Always Never          | Питер        |
| 2018 | ф | С Новым годом, Колин Бёрстед     | Happy New Year, Colin Burstead  | Дэвид        |
| 2019 | ф | Опасный элемент                  | Radioactive                     | Пьер Кюри    |
| 2019 | ф | Малефисента: Владычица тьмы      | Maleficent: Mistress of Evil    | Диаваль      |
| 2020 | ф | Ребекка                          | Rebecca                         | Джек Фавелл  |
| 2021 | ф | Гениальное ограбление            | Way Down                        | Джеймс       |
| 2023 | ф | Подстрекательница                | Firebrand                       | Томас Сеймур |
| 2024 | ф | Кранко                           | Cranko                          | Джон Кранко  |
| 2025 | ф | Острова                          | Islands                         | Том          |